# British blues boom
 (avril 2015).
Si vous disposez d'ouvrages ou d'articles de référence ou si vous connaissez des sites web de qualité traitant du thème abordé ici, merci de compléter l'article en donnant les références utiles à sa vérifiabilité et en les liant à la section « Notes et références ».
Genres dérivés
British acoustic blues, British electric blues
Le British blues, ou blues britannique, est un mouvement musical ayant émergé en Angleterre au début des années 1960, qui s'inscrit dans la longue histoire du rock anglais. Il a rapidement connu un succès international, jusqu'aux États-Unis. Il a consisté en une (re)découverte du blues, à la fois par le public européen et par des groupes de musique pop, qui l'ont intégré à leur musique. Ce mouvement a une influence déterminante sur la musique populaire occidentale de la deuxième moitié du XXe siècle.

## Histoire
Au début des années 1960, le blues est un genre musical peu connu du public à travers le monde : aux États-Unis, le marché très compartimenté — à l'image de la société — empêche cette forme d'art de dépasser les limites du marché des race records, les disques réservés aux Noirs. En Europe, la situation n'est guère différente : le blues n'est accessible qu'à travers une poignée de disques importés, très rares et chers, qui ne sortent pas du cercle des musicologues et de quelques amateurs éclairés qui sont venus au blues à travers les formes de jazz d'avant-garde telles que le bebop ou le free jazz.
Le rock 'n' roll blanc, quant à lui, après des débuts fructueux dans les années 1950, s'est peu à peu étouffé pour être remplacé par une musique pop sirupeuse et peu originale, que pratique Elvis Presley lui-même. Mais au début des années 1960, de jeunes musiciens européens tels que les Beatles intègrent cet héritage à leur musique et tentent de le faire évoluer avec un petit coup de main de la part du blues[réf. nécessaire].

### Explosion du blues
En effet, vers 1962 et 1963, commencent à paraître les premiers disques de jeunes musiciens passionnés qui, après avoir écouté avec soin tous les disques disponibles en import, décident de donner leur propre version du blues. Le faible coût des instruments de musique et la hausse du niveau de vie dans les pays occidentaux, en cette époque des Trente Glorieuses, facilitent ce mouvement. De plus, le blues, avec sa structure musicale immuable, constitue une base idéale pour de jeunes musiciens en apprentissage, et son univers de sexe et de violence caché derrière des métaphores qui le rendent accessibles aux seuls initiés, est profondément attirant pour des jeunes lassés de conventions sociales très strictes héritées des années 1950. Certains de ces musiciens sont des puristes du blues et ne tolèrent aucun écart par rapport à la tradition : c'est le cas de John Mayall ou de Brian Jones, jeune virtuose anglais qui a fondé son propre groupe de blues, au nom inspiré d'une chanson de Muddy Waters : les Rolling Stones. D'autres, comme The Yardbirds, prennent davantage de liberté. Mais le blues est au centre de leur musique à tous. À cette époque, le blues est encore une affaire d'érudits, et en jouer ne donne aucune chance d'obtenir célébrité ou argent[réf. nécessaire].
En revanche, dès les premiers disques des Rolling Stones, le mélange rock 'n' roll/rhythm and blues/blues prend auprès du public, qui en redemande, attiré par cette musique exotique et sexuelle. Aux mains de musiciens comme Eric Clapton, le blues devient la base idéale pour créer une musique nouvelle, à la fois ancrée dans la tradition et tournée vers l'avenir. Un mouvement d'autant plus dynamique qu'il se fait avec l'appui des musiciens de blues légendaires surgis du passé, comme John Lee Hooker ou Muddy Waters, qui végétaient parfois dans une retraite forcée (certains sont redevenus fermiers ou ouvriers !) et sont invités à venir jouer en Europe devant des audiences survoltées. John Lee Hooker racontera ainsi, bien des années plus tard, la surprise qu'il a eue, persuadé que ces Blancs l'avaient fait venir pour se moquer du pauvre Noir méprisé qu'il était… Une surprise partagée par Mick Jagger qui déclarera plus tard : « c'était comme si on avait été leurs enfants, des enfants blancs[réf. nécessaire]! »

### Conséquences
Le British blues aura eu des conséquences profondes sur la musique populaire du XXe siècle, désormais profondément ancrée dans la tradition du blues. Presque tous les grands groupes des années 1960 et années 1970 commencent par jouer du blues, et certains, comme Cream ou Led Zeppelin, poussent le style jusque dans ses ultimes retranchements. En servant de base aux expérimentations musicales, le blues joue un rôle important dans les révolutions culturelles, sociales et, dans une moindre mesure, politiques, de la deuxième moitié du XXe siècle dans les pays occidentaux, et cette influence se poursuit avec de nombreux morceaux de hip-hop, par exemple, qui s'appuient sur des bases rythmiques et littéraires du blues.
Le British blues joue également un rôle dans l'émancipation de la communauté noire aux États-Unis dans les années 1960. En ramenant sur le devant de la scène des artistes noirs, en les faisant connaître à un large public blanc et en favorisant les échanges entre musiciens de couleurs de peau différentes, le blues contribue à abattre les barrières entre blancs et noirs, comme en témoigne la présence d'artistes blancs, dont Bob Dylan, à la marche pour les droits civiques de 1963, où Martin Luther King prononce un discours d'anthologie. Si certaines de ces barrières restent érigées aujourd'hui[Quand ?][Lesquelles ?], l'explosion du blues dans les années 1960 a néanmoins contribué à les faire vaciller[réf. nécessaire].

## Artistes représentatifs
- Artwoods
- Aynsley Dunbar Retaliation
- Bakerloo
- Black Cat Bones
- Alexis Korner Blues Incorporated
- Bob Pearce Blues Band
- Brett Marvin and the Thunderbolts
- Brian Jones
- Brunning (Hall) Sunflower Blues Band
- Chas Chandler
- Chicken Shack
- Climax (Chicago) Blues Band
- Colosseum
- Cream
- Cyril Davies
- Davy Graham
- Derek Hall
- Duffy Power
- Duster Bennett
- Eric Burdon
- Eric Clapton
- Fleetwood Mac
- Free
- Gary Farr & The T-Bones
- Gary Moore
- Ginger Baker
- Gordon Smith
- Graham Bond
- Humble Pie
- Ian A. Anderson
- Jack Bruce
- Jeff Beck
- Jeremy Spencer
- Jethro Tull
- Jo Ann Kelly
- John Dummer Blues Band
- John Mayall
- Juicy Lucy
- Keef Hartley Band
- Keith Richards
- Killing Floor
- Long John Baldry
- Love Sculpture
- Mick Taylor
- Mike Cooper
- Paul Jones
- Paul Rogers
- Peter Green
- Rory Gallagher
- Savoy Brown
- Spencer Davis Group
- Spirit of John Morgan
- Steamhammer
- Steve Marriott
- Sweet Pain
- Taste
- Ten Years After
- The Animals
- The Groundhogs
- The Panama Limited Jug Band
- The Pretty Things
- The Rolling Stones
- The Yardbirds
- Them
- Top Topham
- Tramp
- Wild Billy Childish

## Festivals
- National Jazz & Blues Festival (1961-1977)